# Ligiana Costa

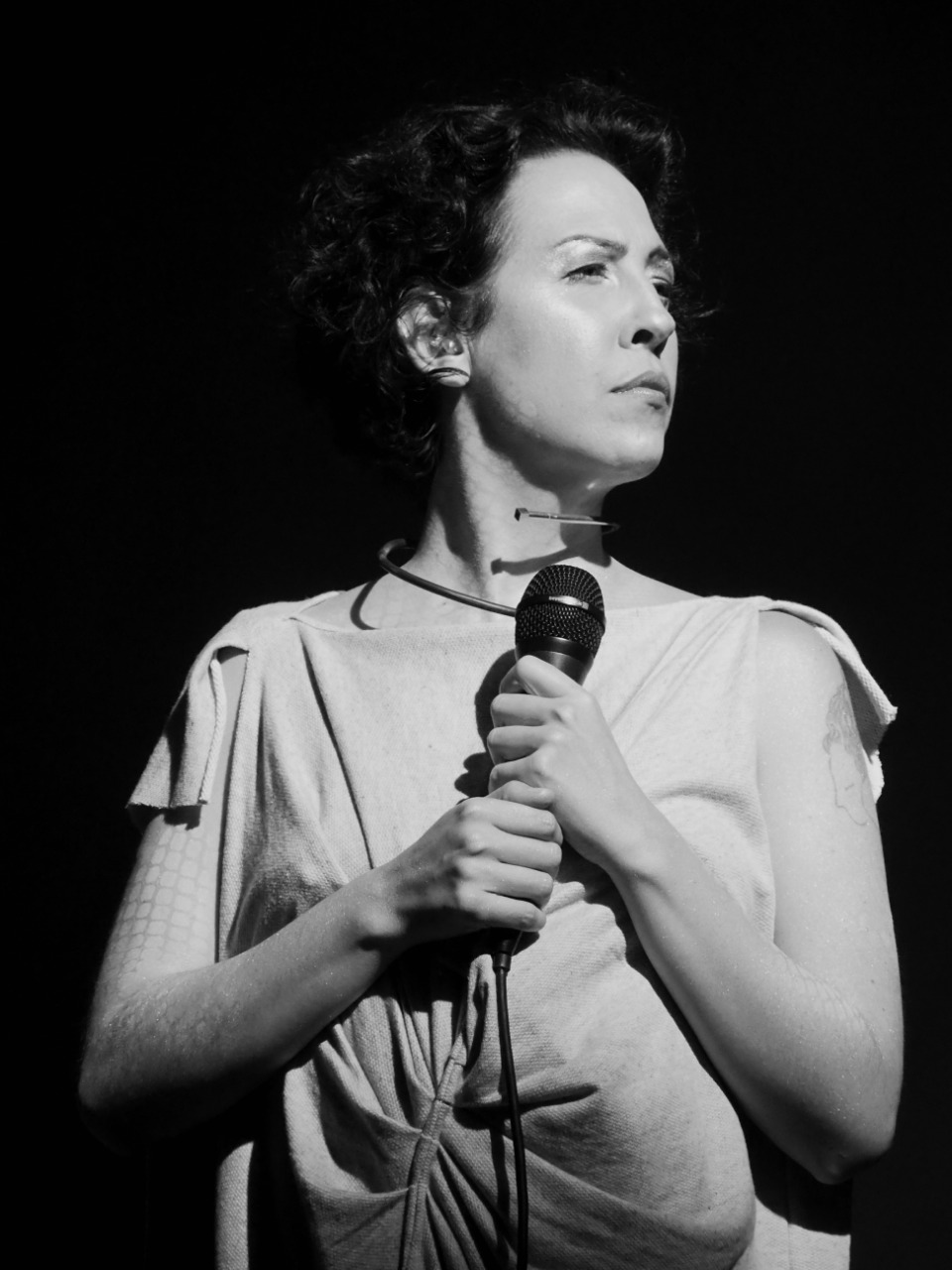
Ligiana Costa, no Sesc 24 de maio (2020).

Ligiana Costa (São Paulo, 30 de julho de 1978) é uma artista multidisciplinar brasileira, atuando como cantora, compositora, dramaturgista, diretora cênica e musicóloga. 

## Formação Acadêmica
Formou-se em canto lírico na UnB (Universidade de Brasília) e fez especialização em canto barroco no Conservatório Real da Haia, na Holanda. Na sequência, concluiu o mestrado em filologia musical da Renascença e da Idade Média, na Faculdade de Musicologia de Cremona, Itália. Após isso, viveu na França, onde fez doutorado sobre ópera barroca, no  Centro de Estudos Superiores da Renascença de Tours.  

## Carreira Musical
Em 2009 lançou seu primeiro disco, De amor e mar, gravado entre São Paulo, Paris e Brasília, com produção musical de Alfredo Bello e Fernando del Papa. Em 2013, lançou o disco Floresta, produzido e arranjado pelo maestro Letieres Leite e gravado em Salvador. De 2015 a 2020 teve, em parceria com Edson Secco, o duo de música eletrônica barroca NU (Naked Universe) com o qual lançou dois discos.  
Em 2020 Ligiana lançou o disco EVA pela YB Music, um trabalho inteiramente vocal com produção musical de Dan Maia. deu sequência à pesquisa vocal e composicional de Ligiana, que culmina no disco Sá, um oratório para a Terra., disco com direção musical de Dan Maia e Gilberto Monte. Sá é baseada no livro de Emanuele Coccia, Metamorfoses. 

## Produção Acadêmica e Literária
Como musicóloga e tradutora, Ligiana publicou dois livros pela editora da Unesp, Teatro à Moda e Cartas de Claudio Monteverdi.
Como resultado de sua pesquisa de pós-doutorado pela USP, Ligiana publicou o livro O Córego pela Edusp. Com este livro Ligiana venceu o prêmio Flaiano na Itália, na categoria italianística. 

## Atuação como Dramaturgista e Diretora
Atua como dramaturgista junto a encenadores como Lisenka Heijboer Castañón, Carla Camurati, Pedro Salazar, William Pereira e Cibele Forjaz. Em 2024 estreou como criadora e diretora do espetáculo operístico Grão da Voz, com o sopranista Bruno de Sá, no Theatro São Pedro em São Paulo, o espetáculo foi indicado ao Prêmio APCA de melhor projeto especial de música erudita.

## Apresentadora
Ligiana apresentou o programa diário Manhã Cultura, da rádio Cultura FM, com enfoque na música clássica e cruzamentos. Atualmente apresenta o programa Barroco Contínuo na mesma rádio. Atualmente apresenta e dirige o podcast do Theatro Municipal de São Paulo.

## Discografia
SOLO 
- 2022: Sá, um oratório para a Terra (YB Music)
- 2020: EVA (YB Music)
- 2013:Floresta (Tratore)
- 2009: De Amor e Mar (Tratore)

NU (Naked Universe)
- 2019: Atlântica (DITTO)
- 2015: Naked Universe (Tratore)